# Pontifícia Comissão para os Bens Culturais da Igreja
A Pontifícia Comissão para os Bens Culturais da Igreja era um dicastério da Cúria Romana responsável pela conservação e valorização do patrimônio histórico e artístico da Igreja Católica.

## Missão
Em 1988, a constituição apostólica Pastor Bonus cria a "Comissão Pontifícia para a Conservação do Patrimônio Histórico e Artístico da Igreja", que reflete a herança da "Comissão Pontifícia de Arte Sacra na Itália", com o objetivo de cuidar "dos patrimônios histórico e artístico da Igreja"..
Com o motu proprio Inde a Pontificatus Nostri initio de 25 de março de 1993, a comissão muda seu nome e leva o seu nome atual de "Pontifícia Comissão para os Bens Culturais da Igreja." 
O Papa João Paulo II retorna a esse tema na mensagem de 28 de setembro de 1997, no início da Segunda Assembleia Plenária, reiterando que a tarefa da Comissão:
| “ | consiste na animação cultural e pastoral em comunidades eclesiásticas, destacando as muitas formas de expressão que a Igreja produziu e continua a produzir a serviço da nova evangelização dos povos. Isso é preservar a memória do passado e para proteger os monumentos visíveis do espírito e continuando com um trabalho detalhado de catalogação, manutenção, restauração, assistência e defesa. (...) É também para incentivar a nova produção através de um contato pessoal com os operadores mais atenciosos e prestativos, de modo que até mesmo a nossa era possa gravar obras que documentam a fé e a genialidade da presença da Igreja na história. | ” |

Com o motu proprio Pulchritudinis fidei de 30 de julho de 2012 o Papa Bento XVI unificou a Pontifícia Comissão para os Bens Culturais da Igreja com o Pontifício Conselho para a Cultura, que entrou em vigor em 3 de novembro de 2012.

## Presidentes
- Antonio Innocenti † (1988-1991)
- José Tomás Sánchez † (1991-1993)
- Francesco Marchisano (1993-2003)
- Mauro Piacenza (2003-2007)
- Gianfranco Ravasi (2007-2012)